# Fu-čou
Fu-čou (čínsky pchin-jinem Fúzhōu, znaky 福州) je hlavní a největší město čínské provincie Fu-ťien se statusem městské prefektury. K roku 2020 měla prefektura 8,3 milionu obyvatel. 
Město je střediskem strojírenství, chemického, potravinářského, papírenského a textilního průmyslu. Hrubý domácí produkt (HDP) na hlavu roku 2008 dosáhl 33 615 ¥ (4 840 USD). Celkový HDP byl roku 2008 228,4 miliard ¥, při růstu 13 %.
Fu-čou tvoří společně s prefekturou Ning-te na severovýchodě Fu-ťienu kulturní a jazykovou oblast Min-tung (闽东, doslova „východní Min“, Min je totiž starý název pro Fu-ťien).

## Dějiny
Přesné datum založení není známo. Po dobytí státu Jüe v dnešním Če-ťiangu státem Čchu roku 306 př. n. l. přišli do Fu-ťienu uprchlíci vedení členy královské rodiny Jüe a založili zde stát Min-jüe, roku 202 př. n. l. bylo do Fu-čou přeneseno hlavní město Min-jüe. Roku 110 př. n. l. obsadila Fu-ťien říše Chan. Ve 4. století po dobytí severní Číny kočovníky přišla do města vlna uprchlíků. Roku 725 za dynastie Tchang město získalo dnešní název. V letech 909–945 bylo centrem království Min. Za říše Sung bylo prosperujícím střediskem námořního obchodu i vzdělanosti, žili zde filozof Ču Si a básník Sin Čchi-ťi. V mingské éře bylo výchozím bodem plaveb cestovatele Čeng Chea. Přední postavení mezi čínskými přístavy si uchovalo i v 19. století, kdy bylo jedním z pěti otevřených přístavů uvedených v Nankingské smlouvě.

## Doprava
Hlavním letiště pro Fu-čou je mezinárodní letiště Fu-čou Čchang-le, které leží přibližně padesát kilometrů východně od města na území obvodu Čchang-le.

## Administrativní členění
Městská prefektura Fu-čou se člení na třináct celků okresní úrovně, a sice šest městských obvodů, které tvoří městské jádro prefektury, jeden městský okres tvořící satelitní město na jihu prefektury a šest venkovských a předměstských okresů.
| 1 2 Cchang-šan Ma-wej Ťin-an Čchang-le městský okres · Fu-čching okres · Min-chou okres · Lien-ťiang okres · Luo-jüan okres · Min-čching okres · Jung-tchaj okres · Pching-tchan 1. Ku-lou 2. Tchaj-ťiang Souostroví Ma-cu je kontrolováno Čínskou republikou (Tchaj-wanem). |        |                       |                       |                    |                                  |
| Název | Název  | Počet obyvatel (2010) | Počet obyvatel (2020) | Rozloha km² (2020) | Hustota zalidnění (obyv. na km²) |
| český přepis | znaky  | Počet obyvatel (2010) | Počet obyvatel (2020) | Rozloha km² (2020) | Hustota zalidnění (obyv. na km²) |
| Městské obvody |        |                       |                       |                    |                                  |
| Ku-lou | 鼓楼区 | 687 705               | 669 090               | 34                 | 19 635                           |
| Tchaj-ťiang | 台江区 | 446 891               | 411 819               | 15                 | 27 244                           |
| Cchang-šan | 仓山区 | 762 746               | 1 142 991             | 145                | 7 860                            |
| Ma-wej | 马尾区 | 231 929               | 290 554               | 249                | 1 168                            |
| Ťin-an | 晋安区 | 792 491               | 789 775               | 551                | 1 434                            |
| Čchang-le | 长乐区 | 682 626               | 790 262               | 690                | 1 145                            |
| Městský okres |        |                       |                       |                    |                                  |
| Fu-čching | 福清市 | 1 234 838             | 1 390 487             | 1 662              | 837                              |
| Okresy |        |                       |                       |                    |                                  |
| Min-chou | 闽侯县 | 662 118               | 988 200               | 2 129              | 464                              |
| Lien-ťiang | 连江县 | 561 490               | 639 498               | 1 120              | 571                              |
| Luo-jüan | 罗源县 | 207 677               | 255 214               | 1 073              | 238                              |
| Min-čching | 闽清县 | 237 643               | 256 181               | 1 495              | 171                              |
| Jung-tchaj | 永泰县 | 249 455               | 281 216               | 2 229              | 126                              |
| Pching-tchan | 平潭县 | 357 760               | 385 981               | 325                | 1 188                            |
| |        |                       |                       |                    |                                  |
| Celkem | Celkem | 7 115 369             | 8 291 268             | 11 717             | 708                              |

## Partnerská města
- Goroka, Papua Nová Guinea
- Mombasa, Keňa
- Nagasaki, Japonsko
- Naha, Japonsko
- Omsk, Rusko
- Shoalhaven City, Austrálie
- Syracuse, USA
- Surabaya, Indonésie
- Tacoma, USA